# Pantsir
Le Pantsir (« carapace » en français, Code OTAN SA-22 Greyhound) est un véhicule antiaérien de courte à moyenne portée fabriqué par le complexe militaro-industriel de la Russie. Le premier prototype est construit en 1994.

## Développement
Le développement du Pantsir-S commence en 1990 en tant que successeur prévu du 2K22 Toungouska. Un prototype est achevé en 1994 et présenté au MAKS-1995. Le programme se heurte rapidement à des difficultés qui entraînent l'arrêt du financement. Cependant, KBP poursuit le développement du programme en utilisant ses fonds propres. Cela entraîne une refonte complète des systèmes de tourelle et de radar et la suppression de tout équipement plus ancien que le Toungouska.
Des essais de tirs réels ont eu lieu en juin 2006 au champ de tir de Kapoustine Iar (en), dans la région d'Astrakhan, en Russie. La dernière série de tests avant la livraison en mai 2007 à Kapoustine Iar comprend une marche forcée de 250 km vers une position de lancement non préparée simulant l'accomplissement d'une mission de défense aérienne typique.
Le système de missiles de défense aérienne Pantsir-S1 est adopté pour le service avec les forces terrestres russes en novembre 2012. Le Pantsir-S2 modernisé est entré en service en 2015.
Les Pantsir sont en partie construits à Toula dans l'usine de la compagnie Chtcheglovsky Val.

## Présentation et caractéristiques
Le cœur du système est constitué de la tourelle qui porte le radar à antenne à balayage électronique, les canons antiaériens et les conteneurs lance-missiles. Il a d'abord été monté sur un châssis de BMP-2 et ne possédait pas de systèmes aussi évolués que la version actuelle montée sur un châssis à roues KamAZ-6560 8x8.
Le système comprend plusieurs éléments :
- une cabine blindée destinée au contrôle ;
- une case à équipements également blindée ;
- la tourelle comportant deux canons indépendants de calibre 30 mm, quatre blocs de 3 conteneurs à missiles ainsi que l'équipement radar et optronique également indépendants ;
- une système d'imagerie thermique.

Le Pantsir peut faire feu en roulant à vitesse réduite, mais il est doté de vérins qui le stabilisent pour le tir aux canons. Ceux-ci sont des 2A42M de calibre calibre 30 mm, qui équipent également le Toungouska. Les missiles sont des 57E6 d'une masse de 74,5 kg au lancement, la portée est de 20 km et l'altitude de 15 m à 15 000 m.
À l'aide d'un système de liaison de données numériques, jusqu'à six véhicules de combat Pantsir peuvent fonctionner dans différents modes : 
- opération de combat autonome : toute la séquence de combat, de la détection d'une cible à son engagement, est remplie par un seul véhicule de combat Pantsir-S1 sans utiliser d'autres ressources ;
- fonctionnement au sein d'une batterie (« maître-esclave ») : un Pantsir fonctionne à la fois comme véhicule de combat et comme poste de commandement « maître » ; trois à cinq véhicules de combat Pantsir-S1 agissant comme « esclaves » reçoivent des données de désignation de cible du « maître » et remplissent ensuite toutes les étapes de l'opération de combat ;
- opération au sein d'un poste de commandement : le poste de commandement envoie des désignations de cible aux véhicules de combat Pantsir-S1 qui exécutent ensuite l'ordre reçu ;
- fonctionnement au sein d'une batterie avec poste de commandement et radar d'alerte précoce : le poste de commandement reçoit une image de la situation aérienne d'un radar d'alerte précoce connecté et envoie des désignations de cible aux véhicules de combat Pantsir-S1 qui exécutent ensuite l'ordre reçu.

Son but est la protection des cibles ponctuelles et de zones civile et militaire, l'accompagnement des troupes motorisées ou mécanisées jusqu'au niveau régimentaire ou comme atout défensif des systèmes de défense aérienne de rang supérieur comme le S-300/S-400. Le système a la capacité d'intercepter des missiles de croisière et balistiques.

## Historique opérationnel
L'armée israélienne aurait détruit un système Pantsir des forces armées syriennes en 2018.

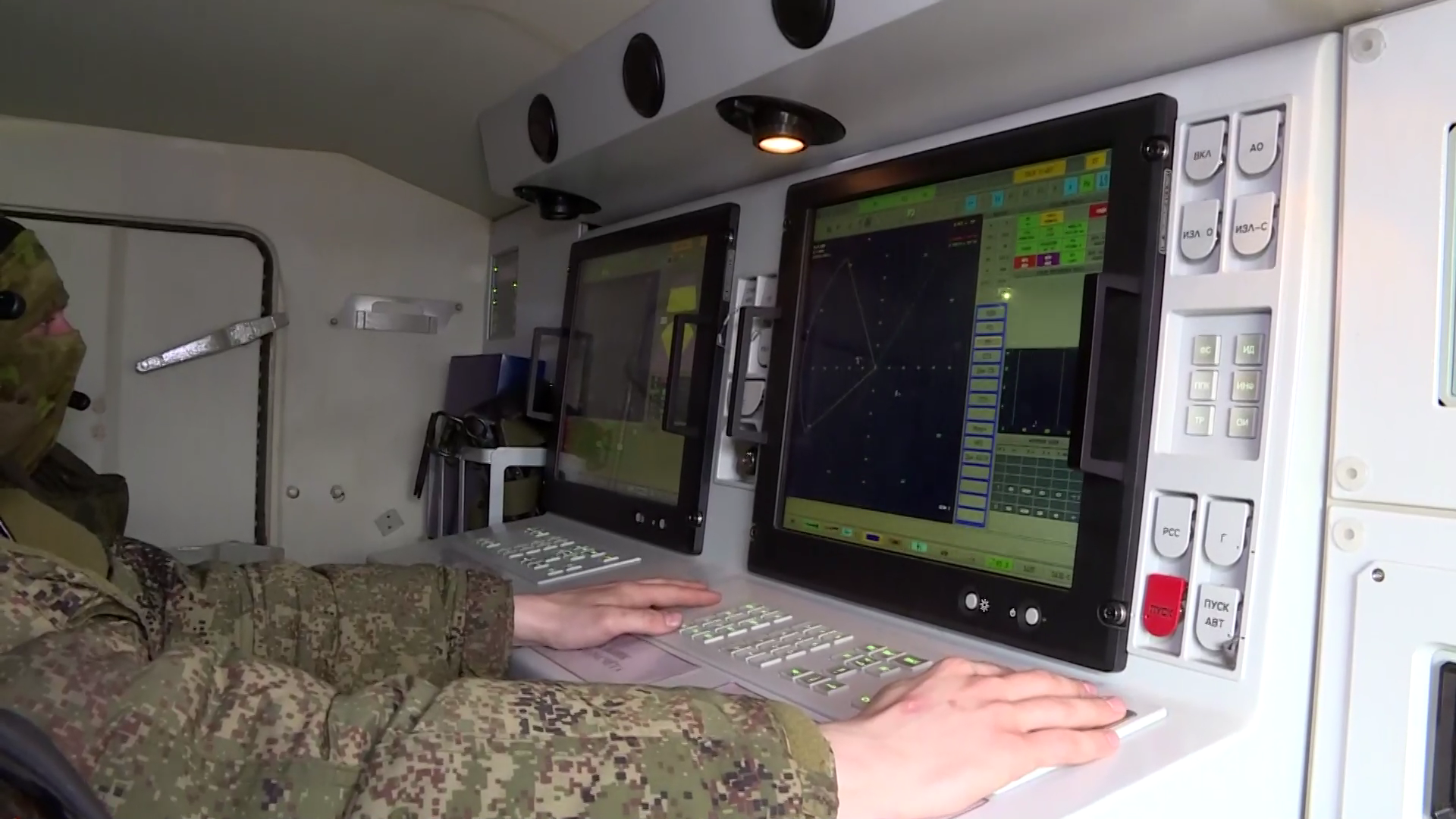
Cabine du Pantsir

En Syrie, des drones turcs détruisent des systèmes Pantsir appartenant aux forces du Président Assad pendant la guerre civile syrienne début 2020, lors de l’offensive de Maarat al-Nouman et Saraqeb. Ces destructions sont pour la plupart filmées.
Au moins neuf systèmes Pantsir, livrés par les Émirats arabes unis aux forces de Haftar, sont détruits durant le premier semestre 2020 en Libye par des drones turcs fournis par la Turquie au gouvernement el-Sarraj durant la deuxième guerre civile libyenne. D'autres encore sont saisis avec leur manuel d'utilisation,.
Selon les forces turques, un total de huit sont détruits en Syrie et quinze en Libye début juin 2020.
En mai 2020, un système de défense Pantsir-S1 est récupéré intact par les forces gouvernementales libyennes et remis aux forces américaines qui le transportent ensuite par avion cargo en Turquie afin de l'étudier conjointement,. Les Russes essayent de minimiser cet événement en expliquant qu'il s'agit d'une version d'exportation qui serait dépourvue de certains composants confidentiels, et notamment d'une base de données d'identification ami ou ennemi.
Une batterie est déployée début 2022 par les forces russes en Biélorussie.
Le Pantsir est déployé en Ukraine par les forces russes, au moins 13 sont perdus, détruits ou abandonnés[Quand ?]. Les Russes publient une vidéo de son utilisation ou l'on voit via l'imagerie thermique du Pantsir un missile tiré par ce dernier abattre une cible aérienne. Selon les russes cette cible serait un missile AGM-88 HARM.
Le 29 août 2024, un missile Pantsir des forces irakiennes abat un drone turc TAI Aksungur près de Kirkouk.
Le 25 décembre 2024, un Embraer 90 du vol Azerbaijan Airlines 8243 aurait été touché par erreur pendant une approche sur l'aéroport de Grozny par un tir de Pantsir causant son crash près d'une heure après sur l'aéroport d'aktau au Kazakhstan.

## Utilisateurs
- Algérie : 38 Pantsir-S1 en 2023[18].
- Birmanie : un nombre inconnu de systèmes, commandés en 2021[19].
- Corée du Nord : plusieurs livrés en date de 2025[20].
- Émirats arabes unis : 50 Pantsir-S1 livrés dont 42 opérationnels en 2022 après les livraisons aux Libyens[21]. Le contrat a été signé en 2009 pour une valeur de 734 millions de $ et comprenait la livraison de 1 000 missiles, les livraisons ont pris fin en 2013[22]. Des discussions seraient en cours pour la modernisation ou l'acquisition de systèmes supplémentaires[23].
- Éthiopie : Nombre inconnu de systèmes, dévoilé en 2019[24]. Estimation de 6 véhicules opérationnels en 2022[25]
- Guinée équatoriale : Au moins 2 systèmes commandés à la Russie en 2017[26].
- Iran : plus de 10 systèmes en 2012[27].
- Irak : 48 systèmes commandés en 2012, livraison à partir d'octobre 2013. 24 systèmes opérationnels en 2023[28].
- Jordanie[29] :
- Libye : Transférés par les EAU aux forces du maréchal Haftar, plusieurs ont été détruits, un système a été saisi. Les Pantsir Libyens ont détruit 2 drones MQ-9 Reaper[30],[31]. Au moins 4 systèmes opérationnels en 2022.
- Oman : 12 véhicules en 2012[32].
- Russie : 110 Pantsir-S1 et S2 unités en service en novembre 2017[33]. 24 systèmes ont été livrés dans le dernier quart de 2017[34], avec 6 de plus au début 2018[35].
- Serbie : en 2020, de 2 à 6 systèmes devraient être livrés, le premier l'étant en février 2020[36], la Serbie est le premier pays européen à recevoir un tel équipement[37].
- Syrie : 36 à 50 en commande, contrat signé en 2006 dans le cadre d'un contrat global d'une valeur d'environ un milliard de dollars. Les livraisons ont commencé en juin 2007. Jane's Defence Weekly indique en mai 2007 que 50 systèmes ont été commandés par Damas, et qu'au moins 10 de ces Pantsir-S1 seront envoyés en Iran à la fin de 2008. Selon Jane's Defence Weekly, l'Iran serait le principal bailleur de fonds de cette commande, et paierait la Syrie pour son rôle d'intermédiaire. Ces livraisons ont été niées catégoriquement par de nombreux officiels russes de haut rang, y compris le vice-Premier-ministre Sergueï Ivanov.

## Variantes
- Pantsir-S1 - Version de base

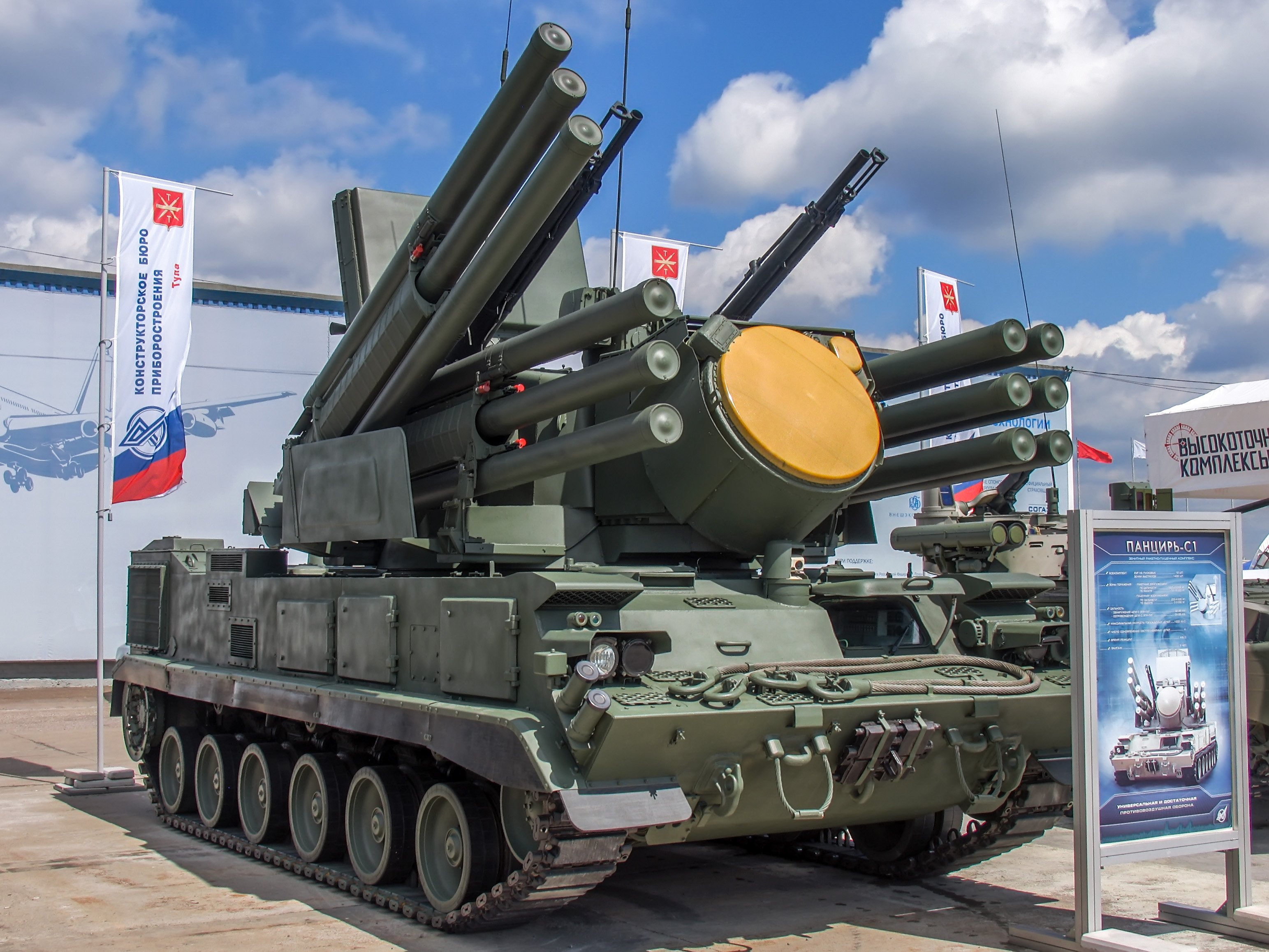
Système Pantsir sur un châssis blindé à chenilles

- Pantsir-S1M - Version améliorée et version à l'export
- Pantsir-M/EM - version navale
- Pantsir-S2/S2E - Version améliorée équipée de nouveaux missiles et d'un nouveau radar de recherche en bande S[38].
- Pantsir-SM - Version longue portée équipée d'un Radar à antenne active (acronyme AESA en anglais)[39].
- Pantsir-SA - Version arctique

### Pantsir-SMD-E
Lors du forum Army 2024, KPB présente une nouvelle version du Pantsir qui diffère significativement de ses prédécesseurs. Cette version a été développée pour répondre à la multiplication des drones sur le champ de bataille. Pour faire face à cette menace, les deux canons de calibre 30 mm 2A42M ont été retirés et remplacés par des missiles de très petite taille TKB-10-55 spécialement conçus pour lutter contre les drones. La version présentée est équipée de 12[réf. souhaitée] ou 7 missiles 576E6 et 20 TKB-10-55 qui sont installés sur le lanceur par lot de 4 missiles. Il est également équipé d'un nouveau radar AESA capable d'opérer dans les bandes J et Ka.

## Galerie

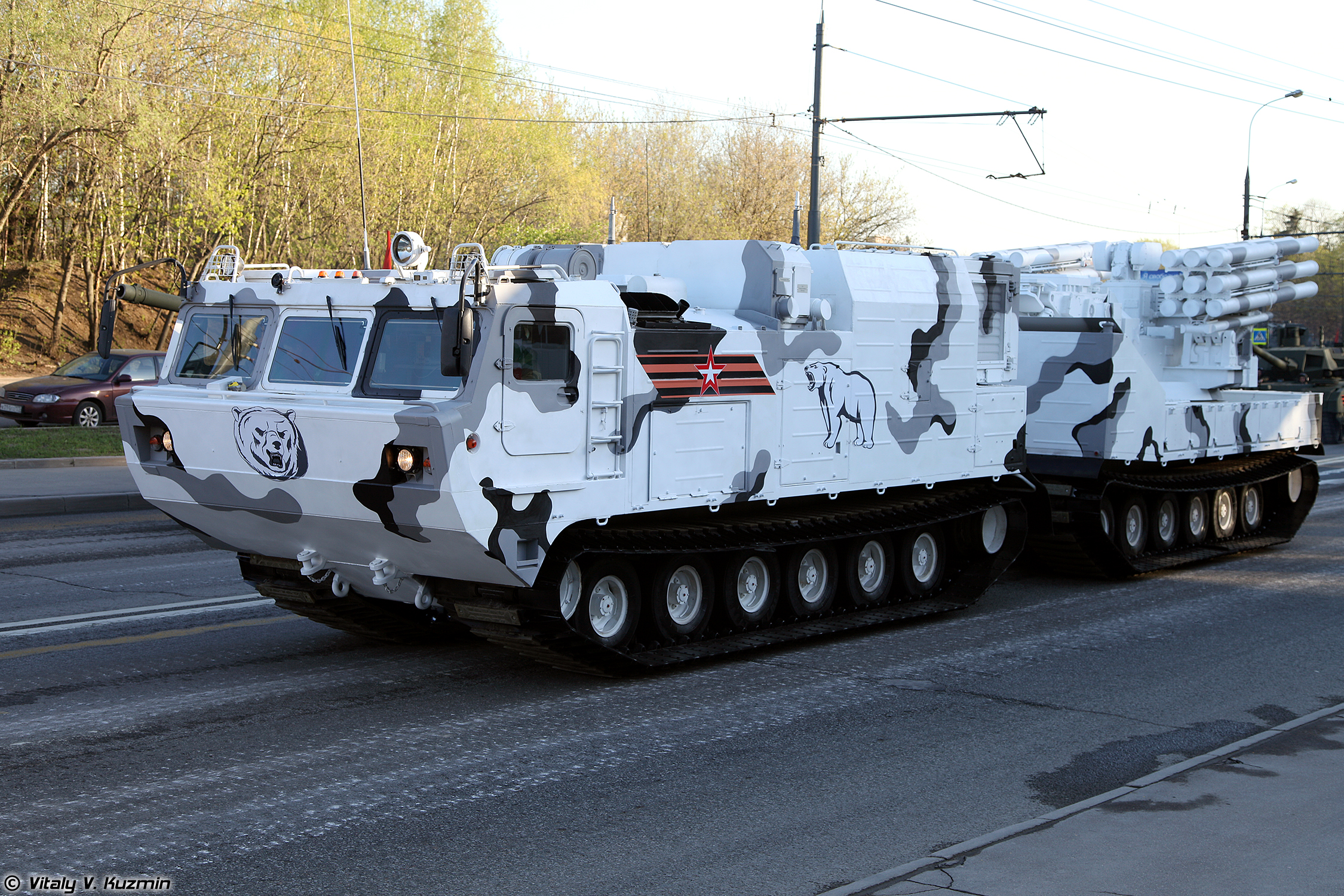
Un Vityaz DT-30PM russe porteur de Pantsir S-1 en camouflage arctique en 2017.
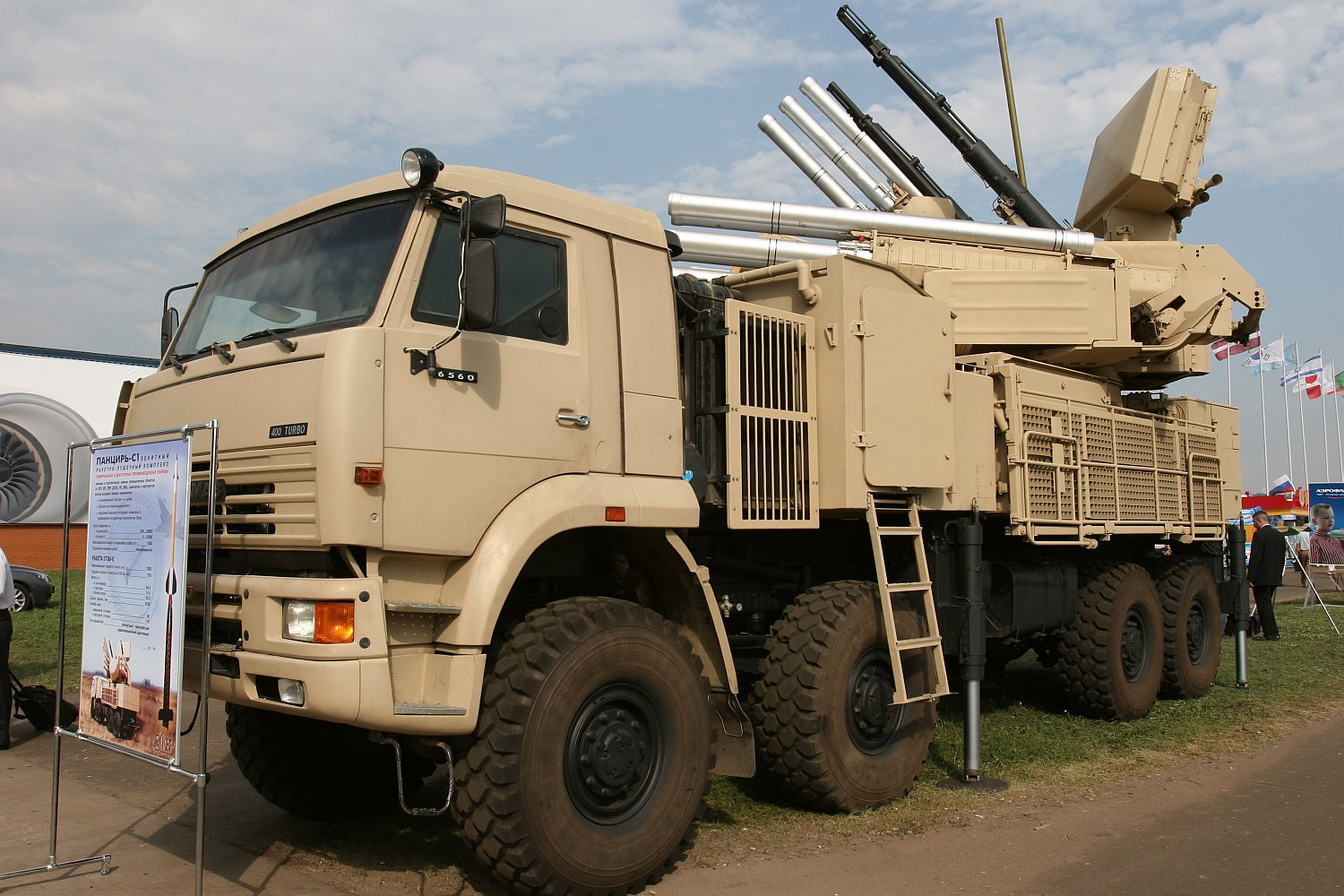
Système Pantsir sur un camion KamAZ-6560.
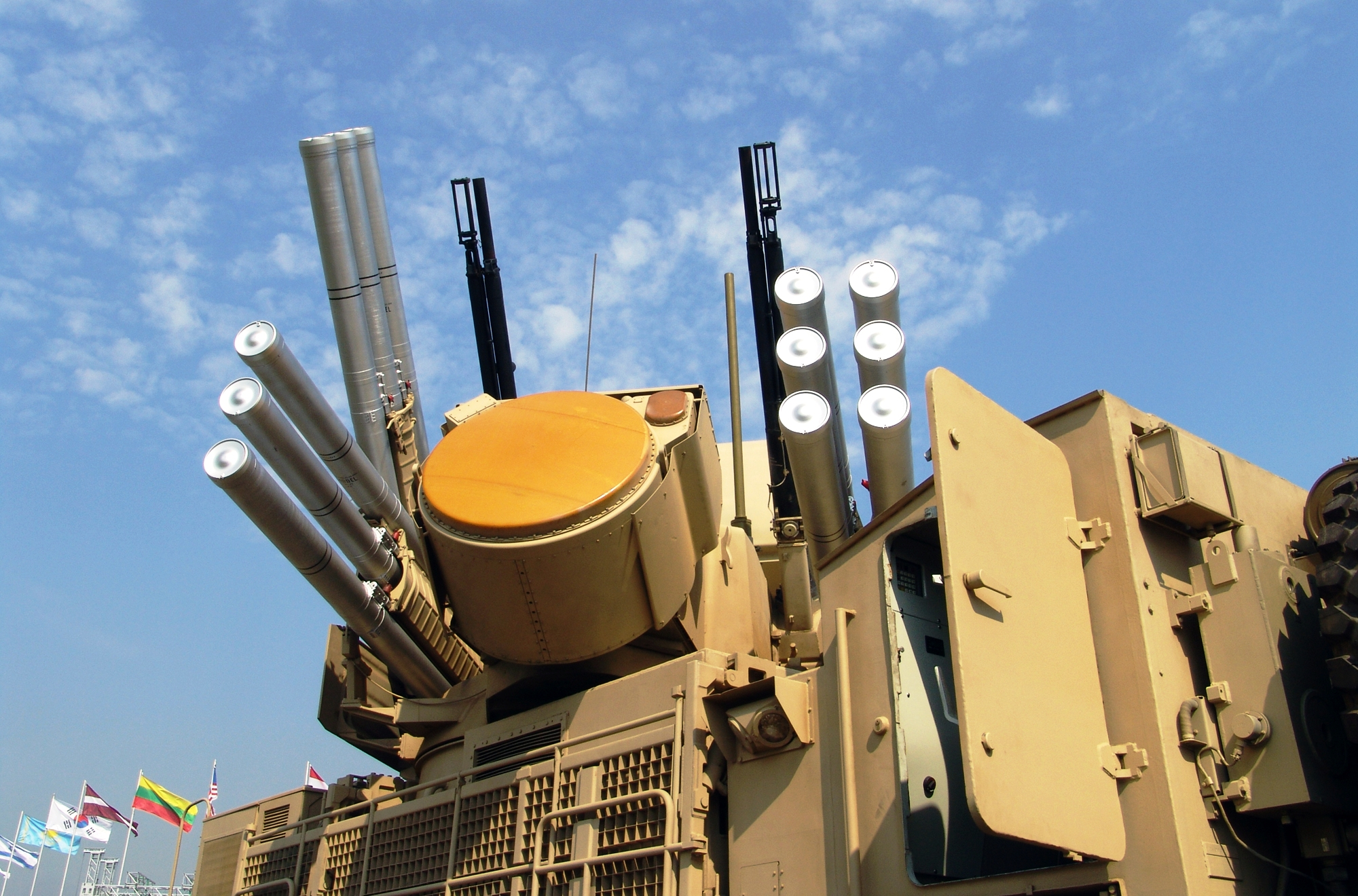
Détail de la tourelle.
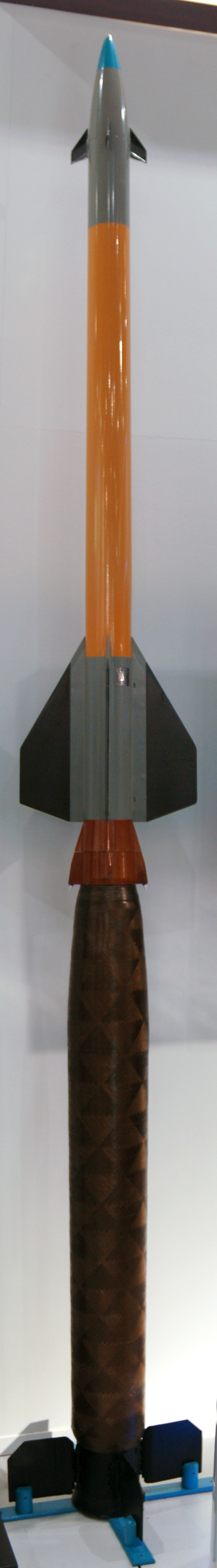
Missile 57E6 tiré par le Pantsir.